# Stemmiulus nigricollis
Stemmiulus nigricollis är en mångfotingart som beskrevs av Carl Oscar von Porat 1894. Stemmiulus nigricollis ingår i släktet Stemmiulus och familjen Stemmiulidae. Inga underarter finns listade i Catalogue of Life.